# Flughafen Geita

i7
i11
i13
Der Flughafen Geita (IATA-Code: GIT, ICAO-Code: HTGE) ist ein Flughafen im Nordwesten von Tansania. Er liegt rund 70 Kilometer nordwestlich der Regionshauptstadt Geita und 14 Kilometer südlich von Chato.

## Geschichte
Die Ausschreibung für den Flughafen erfolgte 2017, der Betrieb mit Linienflügen begann im Januar 2021.
Der Flughafen liegt nahe dem Geburtsort von John Magufuli, dem früheren Präsidenten von Tansania. In seiner Amtszeit wurde nicht nur der Flughafen erbaut, sondern dieser auch zu bilateralen Treffen mit Staatsmännern aus Nachbarstaaten benutzt:
- Uhuru Kenyatta, Präsident von Kenia, 2019[5]
- Yoweri Museveni, Präsident von Uganda, 2019[6], 2020[7]
- Filipe Nyusi, Präsident vom Mosambik, 2021[8]
- Sahle-Work Zewde, Präsident von Äthiopien, 2021[9]

## Kenndaten
Die asphaltierte Piste liegt in einer Meereshöhe von 1188 Metern in der Richtung 13/31. Sie hat eine Länge von 3000 und eine Breite von 45 Metern.

## Fluggesellschaften und Ziele
Air Tanzania fliegt mehrmals pro Woche nach Daressalam (Stand 2022).